# Le Levant de Mons
Le Levant de Mons is een plaats die zich bevindt tussen de Henegouwse kernen Bray en Villers-Saint-Ghislain. De plaats behoort tot de gemeente Binche, deelgemeente Bray.
De plaats ontstond bij een mijnzetel. Vanaf 1911 werd hier steenkool, gewonnen waaraan in 1949 een einde kwam. Een mijnterril is hiervan nog bewaard gebleven.
In 1927 vond in de mijn een ongeval plaats waarbij 25 mijnwerkers omkwamen. Als nasleep werd er een kerk in deze plaats gebouwd: de Église Notre-Dame du Travail. Deze kerk kwam in 1932 gereed en werd uitgevoerd in gewapend beton. In het interieur werd staal toegepast.  De hoogte aan de kerk bedraagt 94 meter. De kerk is een voorbeeld van art deco-architectuur. In 2022 werd de kerk geklasseerd als uitzonderlijk erfgoed in Wallonië.